# Ruheberg (Fichtelgebirge)
Der Ruheberg oder Ruhberg (693 m ü. NN) ist ein dicht bewaldeter Basaltkegel östlich von Haingrün und gehört zum Reichsforst im Fichtelgebirge. Die Gipfelregion ist als Naturschutzgebiet ausgewiesen, der Gipfel bildet einen 200 m langen Berggrat aus und ist mit Eschen, Spitzahornen und Rotbuchen bewachsen.

## Geographie
Zusammen mit dem rund einen Kilometer nordöstlich entfernten Preisberg (635 m) wird der Ruheberg im Osten und Süden von den Kreisstraßen WUN 11 und TIR 14 tangiert, die Konnersreuth mit Pechbrunn verbinden. Am Ostfuß des Berges liegt der Ort Preisdorf.

## Geologie
Zwischen Marktredwitz, Mitterteich, Konnersreuth und Seußen liegt ein großes Basalteruptionsgebiet. Es ist der westlichste Ausläufer des nordböhmischen Basaltvulkanismus. Im Miozän ist dort flüssige Basaltmasse durch den Granit emporgedrungen.

## Namensherkunft
Vor Millionen Jahren noch ein tätiger Vulkan, ruht der Ruhe- oder Ruhberg seit dieser Zeit und ist ein ruhender Vulkan.

## Karten
- Bayerisches Landesvermessungsamt: UK 50-13 Naturpark Fichtelgebirge/Steinwald östlicher Teil, Maßstab 1:50.000